# 필리핀피그미둥근잎박쥐
필리핀피그미둥근잎박쥐(Hipposideros pygmaeus)는 잎코박쥐과에 속하는 박쥐의 일종이다. 필리핀의 토착종이다.

## 특징
전체 몸길이가 57~73mm에 불과한 작은 박쥐로 전완장이 37~41mm이고 꼬리 길이는 18~27mm이다. 발 길이는 6~8mm, 귀 길이는 11~15mm이고 몸무게는 최대 5.4g이다. 등 쪽 털은 짙은 갈색을 띠며 배 쪽은 갈색이다. 귀는 삼각형 모양이고 바닥쪽이 아주 넓고, 뾰족한 끝 바로 아래 뒷쪽 한 군데가 오목하다.

## 생태
동굴 속에 은신하여 지낸다. 먹이는 곤충이다. 5월에 한 마리의 새끼를 밴 암컷이 포획된다.

## 분포 및 서식지
보홀섬과 세부, 루손섬, 마린두케섬, 민다나오섬, 파나이섬, 네그로스섬, 폴리오, 사마르섬 등의 필리핀제도에서 널리 발견된다. 해발 200m 이하의 이차림에서 서식한다.